# 晴天中的偶然落雨
《晴天中的偶然落雨》（直譯：晴天有時太陽雨）是Palette公司於2011年11月25日發售的戀愛冒險類型成人遊戲。Palette的第11部作品，製作人員和第5作《假如明日天放晴》和第7作《櫻花街道》是一樣的。漫畫版在角川書店旗下的雜誌《Comptiq》上連載，作畫由SAA負責。
於2012年5月8日發售單行本。

## 登場人物

### 主要角色
春日井祐也（聲：無）
本作主人公。就读于御凪町的御凪学園的三年级男学生，学生会副会长。经常板着脸，加上言行举止显得冷淡，总是会被人误以为是不良少年。但其实他是天生的大好人，对遇到困难的人绝不袖手旁观。尽管担任学生会副会长，但是没有被当做优等生，毕竟学生会只是被教师当作问题儿的聚集地。目前双亲都去国外出差，和妹妹薺菜一起生活。
稻乃神香奈惠（聲：櫻川未央）
身高：158cm，三圍：B89/W58/H84，誕生日：10月10日，血型：O型
御凪學園的三年級女學生，祐也的同班同學，學生會書記。被派遣到御凪町神社的新手“神”。明明是“神”，却有着庶民气息十足的淳朴性格，并且具有脱线或者说天然呆的气质。在神族中缺乏神通力的才能。就一个学生而言，她大部分科目的成绩都在平均值以下，并对此感到沮丧。但这种状况反倒被周围的人半开玩笑地解释为「毫不做作的平易近人的表现」。
山上絢音（聲：白雪碧）
身高：152cm，三圍：B78/W57/H80，生日：4月26日，血型：AB型
御凪學園的一年級女學生，祐也的學妹，學生會庶務。看上去像一个冷酷并且甚少表露感情的女孩子，其实相当腼腆怯弱。向来不懂得说客套话，所以不擅长于他人交往。不喜欢说话，并且有些认生，结果似乎在教室里被孤立了一样。老实说是因为自己刻意与他人拉开距离，才没有朋友。事实上她是城郊山里神社供奉的“山神”，不过在学校里极力隐藏自己的身份。
佐倉水希（聲：星咲伊里亞）
身高：160cm，三圍：B85/ W60/ H85，生日：5月15日，血型：A型
御凪學園的三年級女學生，祐也的同班同學，也是青梅竹馬。學生會會計。性格好胜又活泼开朗，爱多管闲事喜欢又爱照顾人，精力充沛的少女。自从祐也搬到小镇后，与祐也有近十年的的来往。一开始只是负责照顾“转学生”，不知不觉中就一直照顾到现在。经常两个人一起行动，明明没有在交往，却被公认为「相伴多年的老夫老妻」的伴侣。
春日井薺菜（聲：森谷實園）
身高：146cm，三圍：B74/W55/H77，生日：1月7日，血型：B型
御凪學園的一年級女學生，比祐也小两岁的妹妹，學生會庶務。絢音的同班同學。曾经遭遇过交通事故，因此留下只凭自己无法走动的后遗症。身材娇小又体弱多病，沉默的话还会以为是个颇具悲剧色彩的美少女。但于外表相反，性格开朗且很爱亲近人。下半身的活动不便让她所有干劲都聚集到上半身，经常不折腾个够就无法平静。目前双亲都去国外出差，和哥哥祐也一起生活。虽然平时总坐在轮椅上，但依靠扶手的话还是能勉强站起来。基本上日常生活能够自理，但偶尔会不小心从台阶上摔下来，让爱操心的哥哥捏一把汗。

### 次要角色
權（聲：潮海あくあ）
和凛的关系很好，是狐妖二人（只？）组之一，家族是代代侍奉香奈惠的眷属。还是幼狐，长相小巧玲珑，保持不动的话很容易被人以为是布偶。能够变身成小女孩的样子，不过未能完全变成人类的形态，还保留着狐狸的尾巴和耳朵。性格谨慎有礼，实际上是男孩，但外表是十足的女孩样。
凛（聲：五行薺）
和權的关系很好，是狐妖二人（只？）组之一，家族是代代侍奉香奈惠的眷属。还是幼狐，长相小巧玲珑，保持不动的话很容易被人以为是布偶。能够变身成小女孩的样子，不过未能完全变成人类的形态，还保留着狐狸的尾巴和耳朵。性格活泼好动，很爱恶作剧，经常折腾權。
梶原陽菜子（聲：優記）
御凪學園的三年級女學生，是水希的挚友，祐也的同班班長兼美術社社長。就女生而言，身材比较高挑。自认为小巧比较可爱，因此暗地里抱有自卑情绪。总给人一种沉稳老实的印象，性格大大咧咧、缺乏常识，也就是所谓的天然。暗恋着学生会会长水流添虎太郎，是从旁人的角度看来显而易见的态度，但当事的对象却完全没有发觉。
水流添虎太郎（聲：村野住人）
御凪學園的三年級男學生，學生會會長。自入學開始就和祐也同班，与其说是祐也的挚友，不如说是损友。喜欢捣蛋闹事，好奇心和行动力旺盛，作为学生会会长很有才干且豪爽。因非常喜欢祭典且擅长使气氛变得热闹，所以很受学生的欢迎。经常无视教师意见而暴走，被众教师當做问题儿对待。
山上鈴音（聲：南綾香）
在御凪學園教社會課的女性教師，祐也的班主任兼學生會顧問，也是絢音的姐姐。作为教师的立场微弱，其他教师经常把各种杂货推给他做。在学校被亲昵的称为“小鈴”，相比于师生关系，更多的是被大家当作姐姐。暴走的话似乎很可怕。
佐倉誠一（聲：天之夢裸村）
水希的父親，经营着御凪町商店街老字号的日式点心兼和风喫茶店「佐倉」。微妙具有天然性格，和可靠的女儿形成鲜明的对比。得益于忠厚老实的为人，被认定为商店街的头领。主动担任双亲不在的祐也和薺菜的监护人。溺爱女儿水希，但对正处花季的女儿的恋爱百感交集。
湊川珠美（聲：AYA）
Palette第5作《假如明日天放晴》的主要人物之一。御凪神社管理人的巫女。和香奈惠、權與凛同住。
祐未香（聲：黑井音瑚）

## 制作
- 原画：くすくす
- 场景：NYAON
- SD原画：柚木ガオ
- 音楽：BURTON
- FMV：神月社(Mju:z)

## 主題曲
本作主題曲由汀瓦爾德音樂負責（樋口秀樹作詞、作曲、編曲，WHITE-LIPS歌唱）
- 開幕曲「花束」
- 插曲
  - （櫻色的書籤）：香奈惠
  - 「Navigotoria」（北極星）：絢音
  - 「 -smile smile-」（堇菜的微笑）：水希
  - （簕杜鵑）：薺菜
- 閉幕曲（向日葵）

## 評價
《晴天中的偶然落雨》在日本美少女游戏与动画相关商品销售网站Getchu.com的2011年11月销量榜上排名第2名；2011年全年排名第23名。

## 備註
1. ↑  ：太陽雨、日照雨、狐狸雨

## 外部連結
- 官方網站 （页面存档备份，存于） （日語）